# مقتل بائع الكتب
مقتل بائع الكتب رواية للروائي العراقي سعد محمد رحيم. صدرت الرواية لأوّل مرة عام 2016 عن دار سطور للنشر والتوزيع في بغداد. ودخلت في القائمة النهائية «القصيرة» للجائزة العالمية للرواية العربية لعام 2017، المعروفة باسم «جائزة بوكر العربية».

## حول الرواية
يروي الكاتب العراقي «سعد محمد رحيم» في هذه الرواية حكاية وصول صحافي متمرّس يدفعه الفضول يدعى «ماجد بغدادي» إلى مدينة بعقوبة (60 كم شمال بغداد)، في مهمة استقصائية، تمتد لشهرين، كلّف بها من قبل شخص ثري متنفذ، لن يعرّف عن هويته. كان الاتفاق يقتضي من الصحافي تأليف كتاب يكشف فيه أسرار حياة بائع كتب ورسّام اسمه «محمود المرزوق»، في السبعين من عمره، وملابسات مقتله. يعقد الصحافي علاقات مع معارف الراحل وأصدقائه، وسيعثر على دفتر دوّن فيه المرزوق بعض يومياته، التي تؤرخ لحياة المدينة منذ اليوم الأول للغزو الأمريكي واحتلال العراق، وسيعثر على رسائل بينه وبين امرأة فرنسية تعمل عارضة فنون (موديلا) للرسّامين اسمها «جانيت» كانت تربطه بها علاقة حميمة خلال فترة لجوئه إلى باريس. من هذه المصادر والقصّاصات وغيرها تتكشّف شخصية المرزوق وتظهر فصول من حياته المثيرة غير المستقرة، وعلاقاته وصداقاته مع النساء والرجال، وتجربته السياسية في العراق، ومن ثم في تشيكوسلوفاكيا، وهروبه منها إلى فرنسا. وما سيبقى مبهمًا هو سبب قتله.